# Filip Gólikov
Filip Ivánovich Gólikov (Borísova, gobernación de Perm, actualmente distrito Katayski, Óblast de Kurgán, 30 de julio de 1900 – Moscú, 29 de julio de 1980) fue un comandante militar soviético, Mariscal de la Unión Soviética.
Gólikov ingresó en el Ejército Rojo durante la guerra civil rusa. Inmediatamente antes del estallido de la Gran Guerra Patria, estaba a cargo del Directorio Principal de Inteligencia (GRU) (1940-1941), dirigiendo personalmente las misiones militares soviéticas en Gran Bretaña y Estados Unidos. 
Durante la Segunda Guerra Mundial comandó el Frente de Briansk (1942) y el de Vorónezh (1942-1943), comandando la derrota soviética en la batalla de Vorónezh, antes de ser nombrado adjunto al ministro de Defensa en abril de 1943, un puesto en el que fue responsable de la repatriación de ciudadanos soviéticos. Al finalizar la guerra ocupó diversos cargos en el Ministerio de Defensa, siendo ascendido en 1961 al rango de Mariscal de la Unión Soviética.